# Pastilla

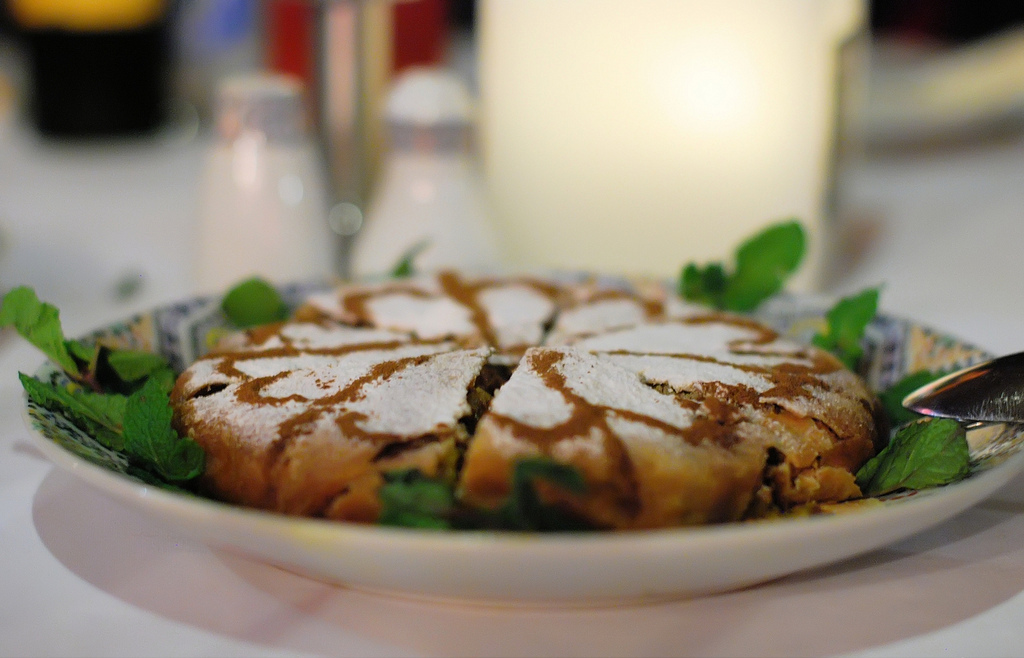
Pastilha marroquina coberta com açúcar de confeiteiro.

Pastilla ou bastilla (ou b’stilla) é um prato tradicional do Magrebe, embora seja muitas vezes considerado típico de Marrocos, composto por massa-folhada recheada com uma carne de gosto suave (galinha ou pombo) ou mariscos, com condimentos doces, servido principalmente em festas.
Uma receita de pastilla de galinha começa por dourar pedaços de galinha numa mistura de azeite e manteiga; tira-se a galinha e junta-se cebola e temperos: gengibre, canela, páprica, noz moscada, açafrão, até sentir o cheiro. Voltar a colocar a galinha, juntar água, coentro e salsa picados, sal e pimenta, cobrir e deixar cozinhar em lume brando durante uma hora. Retirar a galinha e desossá-la; misturar ovos batidos e voltar ao lume brando, mexendo sempre até fazer um creme. Numa frigideira, saltear amêndoas em azeite, cortá-las em pedaços e misturar com açúcar e canela. Cobrir um prato de ir ao forno com massa folhada, colocar uma parte do molho de galinha e amêndoas, mais massa folhada e mais molho, amêndoas e passas de uva demolhadas e cobrir tudo com massa folhada. Assar no forno quente durante cerca de 30 minutos, ou até a massa ficar cozida; polvilhar com açúcar e canela. Esta é uma receita para uma “torta” grande, mas pode fazer-se, com a mesma composição, em doses individuais, como se fossem chamussas.